# Arthur Percival
Arthur Ernest Percival (Aspenden, 26 dicembre 1887 – Westminster, 31 gennaio 1966) è stato un generale britannico, particolarmente noto per aver guidato le forze alleate durante la campagna di Malesia della seconda guerra mondiale, al termine della quale fu fatto prigioniero dai giapponesi.

## Biografia
Arruolatosi nel British Army nel 1914, partecipò alla prima guerra mondiale sul fronte occidentale, rimanendo ferito nel corso della battaglia della Somme; concluso il conflitto con il grado di tenente colonnello, nel periodo interbellico ebbe una brillante carriera militare, partecipando alla guerra civile russa e alla guerra d'indipendenza irlandese e ricoprendo diverse cariche a livello di stato maggiore. Allo scoppio della seconda guerra mondiale Percival fu assegnato allo stato maggiore della British Expeditionary Force, ma nell'aprile del 1941 chiese e ottenne l'assegnazione a un comando operativo: promosso tenente generale, fu assegnato alla guida delle forze britanniche dispiegate in Malaysia; in questa veste, nel dicembre seguente dovette affrontare una massiccia offensiva delle forze giapponesi: le truppe di Percival furono sconfitte dai meglio preparati avversari e lo stesso generale fatto prigioniero al termine della battaglia di Singapore.
Prigioniero di guerra per il resto del conflitto, Percival fu liberato nel settembre del 1945 al momento della resa del Giappone; rientrato in patria, lasciò il servizio attivo nel 1946 ritirandosi a vita privata. Morì il 31 gennaio 1966 nell'ospedale militare King Edward VII di Westminster, a Londra, all'età di 78 anni.